# Vallée de Ma Thiên Lãnh
 (février 2023).

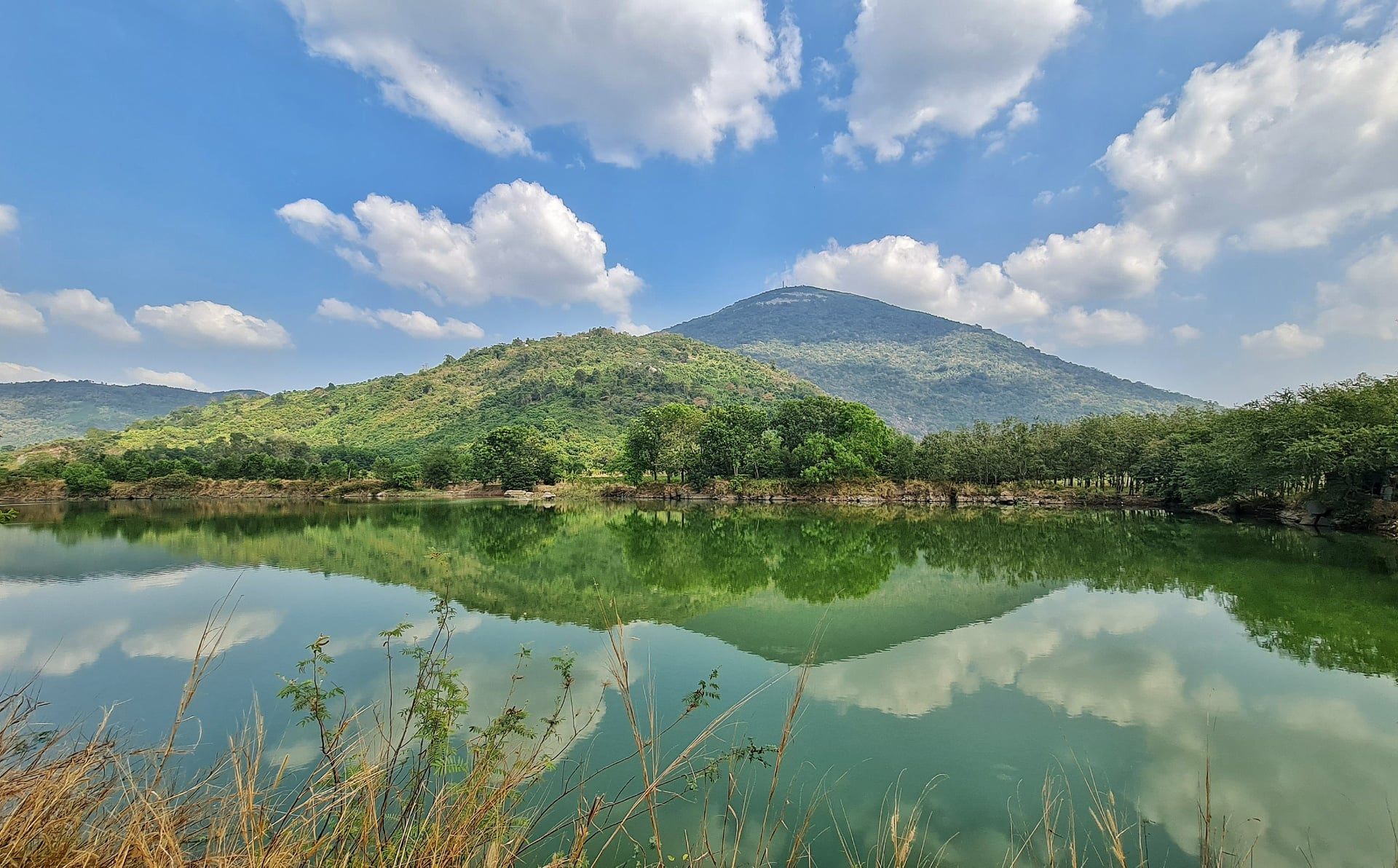
Lac à Ma Thiên Lãnh.

La vallée de Ma Thiên Lãnh est une vallée située dans la province de Tây Ninh, au Viêt Nam, et plus précisément dans le complexe montagneux de Ba Den, qui est l'endroit contigu entre trois montagnes, à savoir la montagne Heo (montagne Dat), la montagne Phung et la montagne Ba Den sur le territoire de la commune de Tay Ninh. De nombreux journaux vietnamiens ont comparé cet endroit au « Da Lat du Sud-Est,,. » Ma Thiên Lãnh est situé à environ 10 km de la ville de Tay Ninh au nord-est.

## Caractéristiques
La vallée de Ma Thiên Lãnh est située à plus de 50 m d'altitude, à mi-hauteur de la montagne Phung. Il existe également des populations d'autres repères tectoniques tels que la grotte Ong Ho, le Golden Stream et surtout le lac May Nui. Ho May Nui est en fait un lac artificiel formé de tunnels créés par l'exploitation de carrières,.